# Милешти (Валча)
Милешти (рум. Milești) насеље је у Румунији у округу Валча у општини Фаурешти. Oпштина се налази на надморској висини од 191 m.

## Становништво
Према подацима из 2002. године у насељу је живело 430 становника, од којих су сви румунске националности.